# Малая Слободка (Хмельницкая область)
Малая Слободка (укр. Мала Слобідка) — село в Каменец-Подольском районе Хмельницкой области Украины.
Население по переписи 2001 года составляло 119 человек. Почтовый индекс — 32376. Телефонный код — 3849. Занимает площадь 0,467 км².

## История
В 1946 г. указом ПВС УССР село Мукша Пановецкая переименовано в Малая Слободка.

## Местный совет
32372, Хмельницкая обл., Каменец-Подольский р-н, с. Устье